# Velaine-sur-Sambre
Pour les articles homonymes, voir Velaine.
 (février 2015).
Velaine-sur-Sambre (en wallon Velinne) est une section de la commune belge de Sambreville située en Région wallonne dans la province de Namur. C'était une commune à part entière avant la fusion des communes de 1977.

## Géographie
Velaine-sur-Sambre se situe à une altitude de 159 mètres (au seuil de l'école communale). Contrairement à ce qu'indique son nom, la Sambre ne passe pas sur le territoire de Velaine ou plutôt ne passe plus. Voilà plusieurs siècles, Velaine avait son moulin au niveau de la rue du Grogneau. Canalisée par la suite la Sambre a été déviée et ne passe plus par Velaine.

## Démographie
- Sources:INS, Rem:1831 jusqu'en 1970=recensements, 1976= nombre d'habitants au 31 décembre

## Histoire
Le site néolithique de la « Pierre qui tourne » se trouve sur le territoire de Velaine-sur-Sambre. Géographiquement, le site est situé aux confins de la Hesbaye occidentale, sur le plateau agricole (154 mètres d’altitude) s’étendant entre le village de Velaine et la vallée de l’Orneau. Il s’agit d’un bois de feuillus classé en 1980, comprenant des terrains agricoles (cultures et prairies) découpés par de gros bosquets et un ensemble d’anciennes excavations où l’on extrait du grès. À la lisière du bois dit « Bois Rougi », le site comprend un menhir et un polissoir.

## Patrimoine et culture

### Patrimoine architectural

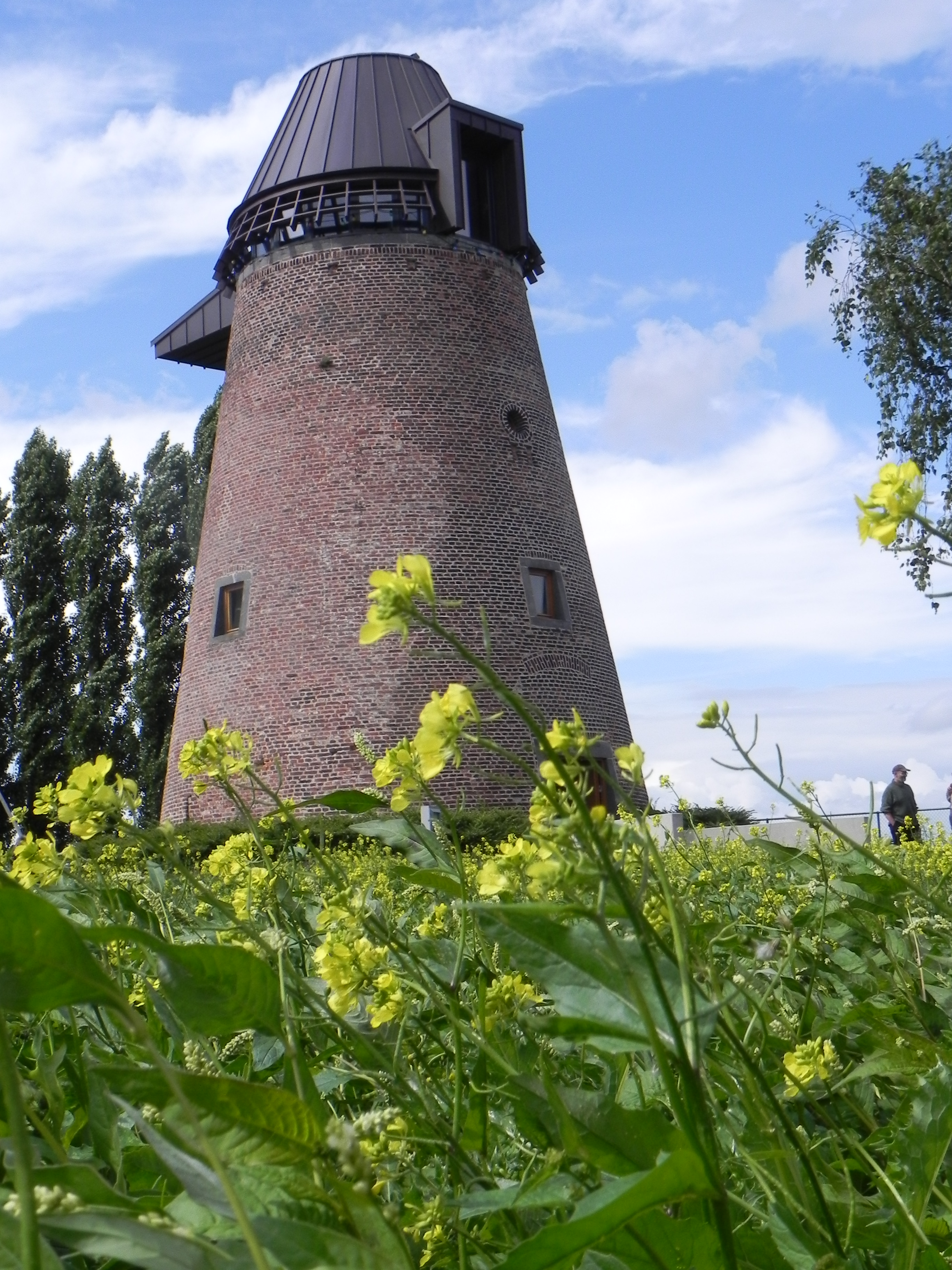
Le moulin des Golettes.

- Eglise Saint-Martin. Elle avais été construite en 1863 en style néo-gothique par l'architecte Degreny[1], et fermée en 1977 pour cause de délabrement[2], l'église fut démolie en 1985 à 1986[3]. L'église actuelle situe rue de Villez a été inaugurée en 1987[4].
- Moulin à vent des Golette, située rue du Moulin des Golettes. Datant du XIXe siècle[1], classée en 1988[5] et rénové en 2009.

## Personnalités
- L'écrivain Aimé Quernol, nom de plume de Léon Marique (1886-1950), est né à Velaine.
- Armand Scheitler, né le 6 février 1916, chasseur ardennais, tué le 13 mai 1940 lors de la bataille de Velaine-sur-Sambre